# Obsolescencia (informática)
En varios campos, especialmente en el de la informática, la obsolescencia es un término que significa el uso de alguna terminología, característica, diseño o práctica, normalmente porque ha sido desplazada por otra o porque se considera menos eficiente o segura, sin eliminarla por completo o prohibir su uso. Normalmente, los materiales obsoletos no se eliminan por completamente para asegurar la compatibilidad de legado o prácticas de respaldo en caso de nuevos métodos no funcionen en un entorno inusual.
También indica que una característica, diseño o práctica será quitada o descontinuada en el futuro.

## Etimología
No hay un consenso sobre la etimología de obsolescencia. Solo es claro es que se compone del prefijo ob-/obs- (contra, enfrentamiento) y del sufijo de procesos -sc-/ -esc-.
Tanto el término deprecar (rogar, pedir con insistencia o urgencia) el término en inglés deprecated provienen del verbo latín deprecari, que significa "alejar (un desastre) mediante la oración". Se trata por lo tanto de un caso de falso amigo.
En el uso técnico actual, afirmar que algo está obsoleto o en desuso no es más que una obligación a no utilizarla. Todavía es posible hacer un programa o producto sin tener en cuenta la obsolescencia.

## Software
Mientras una característica de software obsoleta permanezca allí, su uso podría activar mensajes de alerta que recomiende prácticas alternativas. Un estado obsoleto también podría indicar la característica que será removida en el futuro. Dichas características que son obsoletas, más que ser removidas inmediatamente, se mantienen como compatibles hacia atrás y darle a los programadores tiempo para llevar el código afectado a cumplir los nuevos estándares.